# Клуа-ле-Труа-Рив'єр
Клуа-ле-Труа-Рив'єр (фр. Cloyes-les-Trois-Rivières) — муніципалітет у Франції, у регіоні Центр — Долина Луари, департамент Ер і Луар. Клуа-ле-Труа-Рив'єр утворено 1 січня 2017 року шляхом злиття муніципалітетів Отей, Шарре, Клуа-сюр-ле-Луар, Дуї, Ла-Ферте-Вільней, Ле-Ме, Монтіньї-ле-Ганнелон, Ромії-сюр-Егр i Сен-Ілер-сюр-Іерр. Адміністративним центром муніципалітету є Клуа-сюр-ле-Луар. Населення — 5609 осіб (01.01.2021).